# Louis Luguet
Edmond dit Louis Luguet, né le 17 septembre 1892 à Ambarès-et-Lagrave, dans le département de la Gironde, et mort le 22 juillet 1976 à Toulouse, est un coureur cycliste français.

## Biographie
Il est le cadet d'une fratrie de coureurs cyclistes avec Edmond (1886-1975), Fernand (1887-1933). Mobilisé pendant la Première Guerre mondiale, il est blessé le 15 juillet 1917.

## Palmarès

### Palmarès année par année
- 1911
  - 3e de Paris-Roubaix indépendants
- 1912
  - 2e de Paris-Bruxelles
- 1913
  - 3e de Paris-Tours
  - 5e de Paris-Roubaix
  - Grand Prix de Bordeaux de demi-fond
- 1914
  - 2e de Paris-Roubaix
- 1920
  - Critérium du Midi
  - 6e de Milan-San Remo
- 1921
  - Grand Prix de Bordeaux de demi-fond

### Résultats sur le Tour de France
1 participation
- 1914 : abandon (9e étape)